# Sovinjsko Polje
Sovinjsko Polje (en italien : Poglie di Sovignacco) est une localité de Croatie située en Istrie, dans la municipalité de Buzet, dans le comitat d'Istrie. En 2001, la localité comptait 27 habitants.

## Démographie
| 1948 | 1953 | 1961 | 1971 | 1981 | 1991 | 2001 |
| ---- | ---- | ---- | ---- | ---- | ---- | ---- |
| 85   | 98   | 62   | 45   | 51   | 33   | 27   |